# Friedrich Paschen
Friedrich Louis Carl Heinrich Paschen (Schwerin, Mecklemburg-Pomerània Occidental, 22 gener 1865 - Potsdam, Brandenburg, 25 febrer 1947) fou un físic alemany, principalment conegut pels seus treballs sobre els descàrregues elèctriques i, especialment, pel descobriment de la sèrie de Paschen de l'espectre atòmic de l'hidrogen en la zona de l'infraroig.

## Vida
Paschen naixé en una família luterana d'inclinacions científiques tant militars com civils. El seu avi patern, H.C. Friedrich Paschen (1804-1873), fou director del servei geodèsic de Mecklenburg i astrònom. Un oncle, Carl Paschen (1835-1911), almirall de la marina alemanya, fou un reconegut hidrògraf. Malgrat Paschen seguí la carrera militar arribant al grau de tinent, reaccionà contra l'estructura autoritària i les actituds sociopolítics dels militars alemanys. Pel que sembla, contra els desitjos de la seva família, i sense ingressos independents, decidí seguir una carrera acadèmica.

## Obra
Paschen fou ajudant del químic Hittorf a la universitat de Münster, on investigà sobre espectroscòpia emprant les primeres làmpades de descàrrega. El 1889, establí la corba de Paschen utilitzada en física de plasma, segons la llei que porta igualment el seu nom, la llei de Paschen.
Mentre que és professor a l'institut de física de la universitat de Tübingen, és el primer a observar el 1908 les ratlles espectrals de l'hidrogen a la zona de l'infraroig, conegudes ara sota el nom de sèrie de Paschen. Ho aconseguí gràcies a les millores que introduí a l'espectrògraf còncau de Rowland proposant un nou muntatge utilitzant un rail circular sobre el qual hi muntà la xarxa de difracció i l'escletxa, i diverses plaques fotogràfiques. Aquest nou muntatge, que evita l'ús de peces mòbils, permet fotografiar simultàniament diversos ordres de l'espectre amb una gran estabilitat. Amb el seu ajudant Ernst Back, descobrí a continuació l'efecte Paschen-Back descrivint la interacció entre un àtom i un camp magnètic intens.
De 1924 a 1933, fou president de l'Institut Físico-tècnic de Berlín, i professor honorari a la universitat de Berlín a partir del 1925.